# Casa consistorial de Sonseca
La Casa Consistorial de Sonseca es el edificio que alberga el Ayuntamiento de esta localidad, situado en la Plaza de la Constitución. Este emblemático inmueble ha sido testigo de diversas transformaciones a lo largo de los siglos, adaptándose a las necesidades del municipio. Su construcción original se remonta al siglo XVIII, y ha sido reformada y ampliada en diversas ocasiones, manteniendo su relevancia como centro administrativo y de toma de decisiones para los habitantes de Sonseca.

## Historia
El primer edificio que albergó el Concejo de Sonseca, precursor del actual Ayuntamiento, databa de 1752. En sus primeras etapas, el Concejo no solo desempeñaba funciones administrativas, sino que también albergaba la cárcel, el pósito real y una carnicería pública. Debido a su ruina, en 1755 se acordó una reforma del edificio, la cual costó 8.497 reales. Las obras comenzaron ese mismo año y la primera sesión del Concejo se celebró en el edificio restaurado en octubre de 1756.
A finales del siglo XIX, el antiguo edificio resultaba obsoleto y no cumplía con las necesidades de la administración local. El 18 de enero de 1892, en sesión del Ayuntamiento, se acordó la construcción de un nuevo edificio para el Concejo. La decisión respondía a la falta de espacio, ya que las instalaciones anteriores solo disponían de una pequeña sala de sesiones y una habitación mezquina para la secretaría. El nuevo edificio fue proyectado por el arquitecto Ezequiel Martín y Martín, jefe de la Diputación de Toledo. El coste total de la obra ascendió a 48.107 pesetas, y la inauguración del nuevo edificio se llevó a cabo en julio de 1895.
A lo largo del siglo XX, el edificio ha sido objeto de varias reformas y ampliaciones para adaptarse a las nuevas demandas del municipio. En 1945, se demolió el Portal del Peso, que había estado ubicado a la derecha del Ayuntamiento, para dar paso a la construcción del nuevo Juzgado Comarcal.
En 1985, se realizó una ampliación significativa, que consistió en la elevación de una nueva planta, manteniendo la fachada del edificio original. Esta ampliación incluyó la creación de un balcón corrido para los pregones de las ferias y fiestas locales. La reforma fue dirigida por el arquitecto sonsecano Fernando Martín de Vidales.
En 1999, bajo el mandato del alcalde Juan Carlos Palencia, se aprobó un nuevo proyecto de reforma interior para optimizar los espacios. El proyecto, con un presupuesto de 136.408.222 pesetas, consistió en la creación de cuatro plantas: un sótano para el archivo y almacén, una planta baja para las oficinas públicas, una primera planta para los despachos del alcalde y concejales, y una segunda planta destinada al salón de plenos y varios despachos adicionales. La reforma fue inaugurada el 7 de febrero de 2002, con la presencia del presidente de la Junta de Comunidades de Castilla-La Mancha, José Bono Martínez.
El escudo de Sonseca, que adorna la fachada del Ayuntamiento, tiene una significativa historia. Según las Relaciones del Cardenal Lorenzana de 1782, el escudo representa un águila y dos leones, tallados en piedra labrada. El águila es unicéfala y está rodeada por la Toison de Oro, mientras que los leones están ubicados en los cuarteles del escudo. Este símbolo real refuerza la identidad histórica de Sonseca.

## Arquitectura y Diseño
La Casa Consistorial de Sonseca es un edificio de gran belleza arquitectónica, que refleja los estilos y tendencias de su época. La fachada principal, orientada hacia la Plaza de la Constitución, está construida en piedra y presenta seis ventanas en la planta baja, además de siete balcones recercados en la segunda planta. El edificio es un claro ejemplo de la arquitectura tradicional de la región, con detalles como los ladrillos salientes y el frontón de peineta que realzan su estética.